# Prädikator
Prädikator (englisch predicator) ist ein Begriff aus der Sprachphilosophie und Logik. Eingeführt wurde er von Rudolf Carnap in seinem Werk Meaning and Necessity als Sammelbegriff für alle Arten von Prädikatausdrücken, unabhängig von ihrer Stelligkeit und unabhängig davon, ob sie elementar oder zusammengesetzt sind. Zweck dieser Begriffsbildung ist es, dem mehrdeutigen Wort „Prädikat“, das in der Grammatik einen Satzteil (siehe Prädikat (Grammatik)) und in der traditionellen Logik meist den vom Prädikator benannten Begriff (siehe Syllogismus) bezeichnet, eine eindeutige Bezeichnung für das Prädikat im Sinn der modernen Logik gegenüberzustellen.
In der konstruktivistischen Sprachtheorie wird der Begriff Prädikator in Kamlahs und Lorenzens einflussreichem Werk Logische Propädeutik verwendet, wobei hier der Schwerpunkt auf der Fragestellung liegt, wie Prädikation – die Sprachhandlung (Sprechakt), in der ein Prädikator auf einen Gegenstand angewendet wird – zustande kommt. „Das grammatische Prädikat ist ein Satzteil, der in der Regel Prädikatoren enthält, der Prädikator hingegen ist eine Wortart, die auch im grammatischen Subjekt vorkommen kann.“
„Prädikator“ sollte nicht verwechselt werden mit Prädiktor, einer Bedingung oder Variablen in den Erfahrungswissenschaften, die eine Vorhersage bestimmter Wirkungen oder Ereignisse gestattet.